# Лаптєв Костянтин Миколайович
Костянтин Миколайович Лаптєв (3 листопада 1904 — 19 вересня 1990) — радянський оперний співак, народний артист СРСР (1957).

## Біографія
Народився у Києві. Здобув освіту в Київській консерваторії. В 1930–1941 — соліст Одеської опери. В 1935 року здобув 3-тю премію на Всесоюзному конкурсі виконавців. В повоєнні роки працював в Київській опері, а з 1951 до 1965 — в Ленінградській. По закінченні оперної кар'єри продовжував концертну діяльність, брав участь в роботі журі конкурсу ім. Глінки. В 1973–1983 роках викладав у Ленінградській консерваторії на посаді професора. Помер 1990 року.